# Belvosia proxima
Belvosia proxima là một loài ruồi trong họ Tachinidae.